# Ben Zakaj
Ben Zakaj (hebrejsky בֶּן זַכַּאי, v oficiálním přepisu do angličtiny Ben Zakkay, přepisováno též Ben Zakai) je vesnice typu mošav v Izraeli, v Centrálním distriktu, v Oblastní radě Chevel Javne.

## Geografie
Leží v nadmořské výšce 29 metrů v hustě osídlené a zemědělsky intenzivně využívané pobřežní nížině, při dolním toku řeky Nachal Sorek, která vesnici míjí na východní straně.
Obec se nachází 6 kilometrů od břehu Středozemního moře, cca 23 kilometrů jižně od centra Tel Avivu, cca 48 kilometrů západně od historického jádra Jeruzalému a 2 kilometry jižně od města Javne. Ben Zakaj obývají Židé, přičemž osídlení v tomto regionu je etnicky převážně židovské.
Ben Zakaj je na dopravní síť napojen pomocí dálnice číslo 42, podél které zároveň vede železniční trať z Javne směrem do Ašdodu a Aškelonu. Nalézá se tu železniční stanice.

## Dějiny
Ben Zakaj byl založen v roce 1950. Zpočátku se mošav nazýval pracovně Javne Gimel (יבנה ג'). Pojmenován je podle Jochanana ben Zakaje, starověkého židovského učence, který počátkem našeho letopočtu působil v nedalekém Javne. K založení vesnice došlo 17. dubna 1950 a jejími prvními obyvateli byli Židé z Libye, napojení na náboženskou sionistickou organizaci ha-Po'el ha-Mizrachi.
Zpočátku byla místní ekonomika založena na zemědělství, v současnosti většina obyvatel za prací dojíždí mimo obec. V obci fungují zařízení předškolní péče o děti, knihovna, odbočka mládežnické organizace Bnej Akiva a tři synagogy.

## Demografie
Podle údajů z roku 2014 tvořili naprostou většinu obyvatel v Ben Zakaj Židé (včetně statistické kategorie "ostatní", která zahrnuje nearabské obyvatele židovského původu ale bez formální příslušnosti k židovskému náboženství).
Jde o menší obec vesnického typu s dlouhodobě rostoucí populací. K 31. prosinci 2014 zde žilo 1080 lidí. Během roku 2014 populace stoupla o 5,1 %.
| Rok            | 1961 | 1972 | 1983 | 1995 | 2001 | 2003 | 2004 | 2005 | 2006 | 2007 | 2008 | 2009 | 2010 | 2011 | 2012 | 2013 | 2014 |
| -------------- | ---- | ---- | ---- | ---- | ---- | ---- | ---- | ---- | ---- | ---- | ---- | ---- | ---- | ---- | ---- | ---- | ---- |
| Počet obyvatel | 523  | 612  | 503  | 458  | 500  | 578  | 624  | 642  | 668  | 701  | 716  | 921  | 959  | 986  | 968  | 1028 | 1080 |